# سیم ششم
سیم ششم یک فیلم پویانمایی کوتاه سیاه‌وسفید و سه‌بعدی به کارگردانی بهرام عظیمی است که داستان زندگی غلامحسین درویش، ملقب به درویش خان، یکی از نوازندگان سه‌تار و تار و یکی از آهنگسازان بنام ایرانی در دوره قاجار را روایت می‌کند.

## داستان
درویش‌خان، نوازندهٔ سه‌تار و تار، شخصی بود که سیم ششم را به ساز تار اضافه کرد و عنوان این انیمیشن کوتاه سه‌بعدی هم به همین موضوع اشاره دارد. درویش خان که در این انیمیشن یک شخص خلاق و مخترع معرفی می‌شود، برای جلوگیری از یک‌نواختی موسیقی، سیم ششم را به تار اضافه می‌کند که در ابتدا برای این کار مورد تمسخر قرار گرفته و سپس طرح او مورد استقبال قرار می‌گیرد.

## تولید
مهناز عادلی به پیشنهاد بهرام عظیمی، فیلم‌نامهٔ این پویانمایی را نوشته و مرکز گسترش سینمای مستند و تجربی سرمایه‌گذار آن است. به گفته کارگردان این انیمیشن کوتاه، ساخت آن یک سال و نیم زمان برده‌است.

## نقدها
این انیمیشن بازتاب‌های متفاوتی داشته‌است که عموماً انتقادآمیز بوده‌است. در این نقدها به اتفاقات غیر واقعی در این انیمیشن اشاره شده‌است که ارتباطی با زندگی درویش خان ندارند، مثل نبوغ آمیز بودن افزودن سیم ششم به تار (که در واقع از سه‌تار تقلید شده بوده)، نوشتن موسیقی روی کاغذ، اختراعات عجیب درویش خان در این انیمیشن و... و بعضی از نقد ها نیز تحسین‌آمیز بوده‌است. در پی انتشار انتقادات به این انیمیشن، بهرام عظیمی پاسخی را منتشر کرد و از موضع خود در تغییرات تاریخی و نگاه فانتزی به زندگی درویش خان دفاع کرد. او در پاسخ خود، مسائل غیر واقعی مطرح‌شده در فیلم را ناشی از «اغراق برای جذابیت بیشتر اثر» از سوی خود و نویسنده اعلام کرده‌است.